# تفجيرات بلدة ماليغاؤن عام 2006
كانت تفجيرات بلدة ماليغاؤن في عام 2006 سلسلة من التفجيرات التي وقعت في 8 سبتمبر من عام 2006 في مدينة ماليغاؤن، وهي بلدى تقع في منطقة ناشيك بولاية ماهاراشترا الهندية، الواقعة على بعد 290 كم إلى الشمال الشرقي من مدينة مومباي. حمّلت وحدة ماهاراشترا لمكافحة الإرهاب مسؤولية القيام بالتفجيرات في بادئ الأمر على الحركة الإسلامية لطلاب الهند (SIMI)، لكن، حمّلت لائحة المتهمين في عام 2013 مسؤولية تفجيرات ماليغاؤن على جماعة أبيناف بهارات الهندوسية المتطرفة. في 25 أبريل من عام 2016 أن التهم الأولية التي وجهتها وحدة ماهاراشترا لمكافحة الإرهاب إلى الحركة الإسلامية لطلاب الهند كانت مُلفقة، وأطلقت سراح الملسمين التسعة الذين اعتُقلوا سابقًا.

## الانفجار
وقعت الانفجارات –التي أسفرت عن وقوع 40 قتيل على الأقل و125 إصابة- في مقبرة إسلامية تقع بجوار أحد المساجد، في الساعة 13:15 بالتوقيت المحلي، بعد صلاة الجمعة من نهار ليلة النصف من شعبان المقدسة. كان معظم ضحايا الانفجار من الزوّار المسلمين. تحدثت قوات الأمن عن تسبّب «قنبلتين اثنتين مزروعتين بدراجات هوائية» بالانفجار، ولكن، أشارت تقارير أخرى إلى انفجار ثلاث عبوات. أعقب انفجار العبوات تدافعًا بين الزوار. تسببت الانفجارات بفرض حظر تجول في المنطقة، وانتشرت القوات العسكرية الحكومية في المناطق الحساسة من البلدة لمنع حدوث فتنة بين سكان البلدة.

## ردود الأفعال
- وعد رئيس وزراء ولاية ماهاراشترا، فيلاسراو ديشموك، بدفع تعويضات تصل قيمتها إلى مليون روبية (ما يقارب 1200 يورو أو 1500 دولار أمريكي) إلى أقرب أقارب ضحايا الانفجارات.
- أدان رئيس وزراء الهند، مانومهان سينخ، التفجيرات ودعى إلى التهدئة.[5]
- قال وزير الداخلية الهندية -شيفراج باتيل- إن الهدف من الحادث هو «زرع الفرقة بين شرائح المجتمع المخلتفة».[6]
- دعت رئيسة المؤتمر الوطني الهندي، سونيا غاندي، الهنودَ إلى التزام الهدوء.[7]
- قال أحد مسؤولي وزارة الداخلية في دلهي بأن قوات الأمن المركزية، بما في ذلك أفراد من وحدة التدخل السريع لمكافحة الشغب، قد أُرسلوا إلى ماليغاؤن.[8]
- ظهرت، بعد تفجيرات عام 2006 في بلدة ماليغاؤن، عدة حوادث عنف، إذ استهدف المسلمون قواتِ الشرطة ومركباتهم عدة مرات.[9]
- ندد العديد من القادة المسلمين بالتفجيرات وصلّوا من أجل تحقيق السلام. على وجه الخصوص، خرج المسلمون في ولاية غوجارات بمظاهرات ضد باكستان لتورطها المزعوم في حادثة التفجيرات.[10][11]
- قال السفير الأمريكي في الهند إنه «مصدوم وحزين إزاء التفجيرات الإرهابية الوحشية» وأن الولايات المتحدة «تقف مع الهند في حربها ضد الإرهاب».[12]

## التحقيقات

### الاعتقالات
تحدثت قناة تلفزيون نيودلهي المحدودة، في 10 سبتمبر، عن تمكن المحققين من التعرف على صاحب واحدة من الدراجات التي زرعت إحدى القنابل فيها. وأطلقت الشرطة، في اليوم نفسه رسومات تصورية لاثنين من المشتبه بهم بتنفيذ الهجمات. في 11 سبتمبر، تحدث مدير عام شرطة ولاية ماهاراشترا، بارفيندر سينخ باسريشا، عن تمكن الضباط الذين يحققون في حادثة الانفجارات من الوصول إلى أدلة حول منفذي الهجوم، وعبّر عن ثقته من تحقيق انفراج كبير في التحقيقات قريبًا.
في 30 أكتوبر من عام 2006، أُلقي القبض على نور الهدى، أحد الناشطين في الحركة الإسلامية لطلاب الهند. تحدث مدير عام شرطة بومباي، عن وجود شخصين آخرين مُشتبه بهما، وهما شبير باتريوالا، وريس أحمد. في 6 نوفمبر من نفس العام، أفادت التقارير بأن المتواطئ الرئيس في العملية، شبير باتريوالا، عميل لمنظمة «لشكر طيبة» الجهادية، وأن شريكه ريس أحمد من أتباع الحركة الإسلامية لطلاب الهند.